# Семский
Се́мский — остров в юго-западной части Псковского озера, в 3,5 км от его берега.
Безлюдный. Ближайший населённый пункт на континенте — деревня Слудицы — находится в 3,5 км к юго-западу от острова. Административно относится к Печорскому району Псковской области и входит в муниципальное образование Круппская волость. Волостной центр, деревня Крупп, расположен в 7 км к западу от острова; областной центр, город Псков, — в 25 км к юго-востоку.
Протяжённость острова с севера на юг составляет до 0,9 км, с запада на восток до 0,4 км (в центральной части, а в основном — от 0,2 до 0,25 км). Площадь — 0,09 км² (9,1 га). В заливе у северо-западного побережья расположен небольшой безымянный остров. Часть острова составляет древесно-кустарниковая и прочая своеобразная растительность, другая часть — заболочена.
На территории острова расположен государственный памятник природы Псковской области «Остров Семск» , созданный согласно Постановлению Администрации Псковской области от 6 декабря 2006 года № 499 "О государственном памятнике природы Псковской области «Остров Семск». Остров характеризуется наличием мест обитания водоплавающих и околоводных птиц, включая особо охраняемых, он является также местом гнездования, отдыха и кормления перелётных и водоплавающих птиц.